# Wyoming Highway 312
Der Wyoming Highway 312 (kurz: WYO 312) ist eine 11,75 km lange State Route im US-Bundesstaat Wyoming, die im Südosten des Bundesstaates im Platte County verläuft. Die Straße verbindet den Wyoming Highway 34 mit der Stadt Wheatland und ist auch als Preuit Road bzw. als South Street bekannt.

## Streckenverlauf
Der Wyoming Highway 312 beginnt am Wyoming Highway 34, etwa 10 km südwestlich der Stadt Wheatland im Platte County. Die State Route verläuft von dort für rund 10 km in nördliche Richtung, wendet sich bei Erreichen von Wheatland nach Osten und endet nach 11,75 km an der Kreuzung mit U.S. Highway 87-Business, Interstate 80-Business und Wyoming Highway 310 im Zentrum der Stadt.

## Geschichte
Ursprünglich war der heutige Verlauf des Wyoming Highway 312 Teil des Wyoming Highway 34, dieser wurde jedoch bis zur Interstate 80 verlängert und der nördliche Teil deshalb in WYO 312 umbenannt.

## Belege
1. 1 2 3  AARoads: Wyoming State Route Log: 300 through 399. Abgerufen am 10. März 2024 (amerikanisches Englisch).